# Razor-qt
Razor-qt — свободная среда рабочего стола для X Window System. Разработчики описывают Razor-qt как «современное, удобное в использовании и быстрое окружение рабочего стола, основанное на Qt. В отличие от множества других сред рабочего стола, Razor-qt работает на слабых ПК также хорошо».
На февраль 2012 года окружение составляют: панель, рабочий стол, апплет запуска приложений, центр управления настройками и управление сессиями. Каждый из этих компонентов может быть включён или отключён пользователем.
Razor-qt работает с большинством современных менеджеров окон для X Window System, такими как Openbox, KWin, fvwm.
21 июля 2013 года разработчики Razor-qt заявили о слиянии с проектом LXDE-Qt под новым названием LXQt.